# Avenue de la Lauzière
Pour les articles homonymes, voir Lauzière.
L'avenue de la Lauzière est une voie de communication située à Asnières-sur-Seine.

## Situation et accès

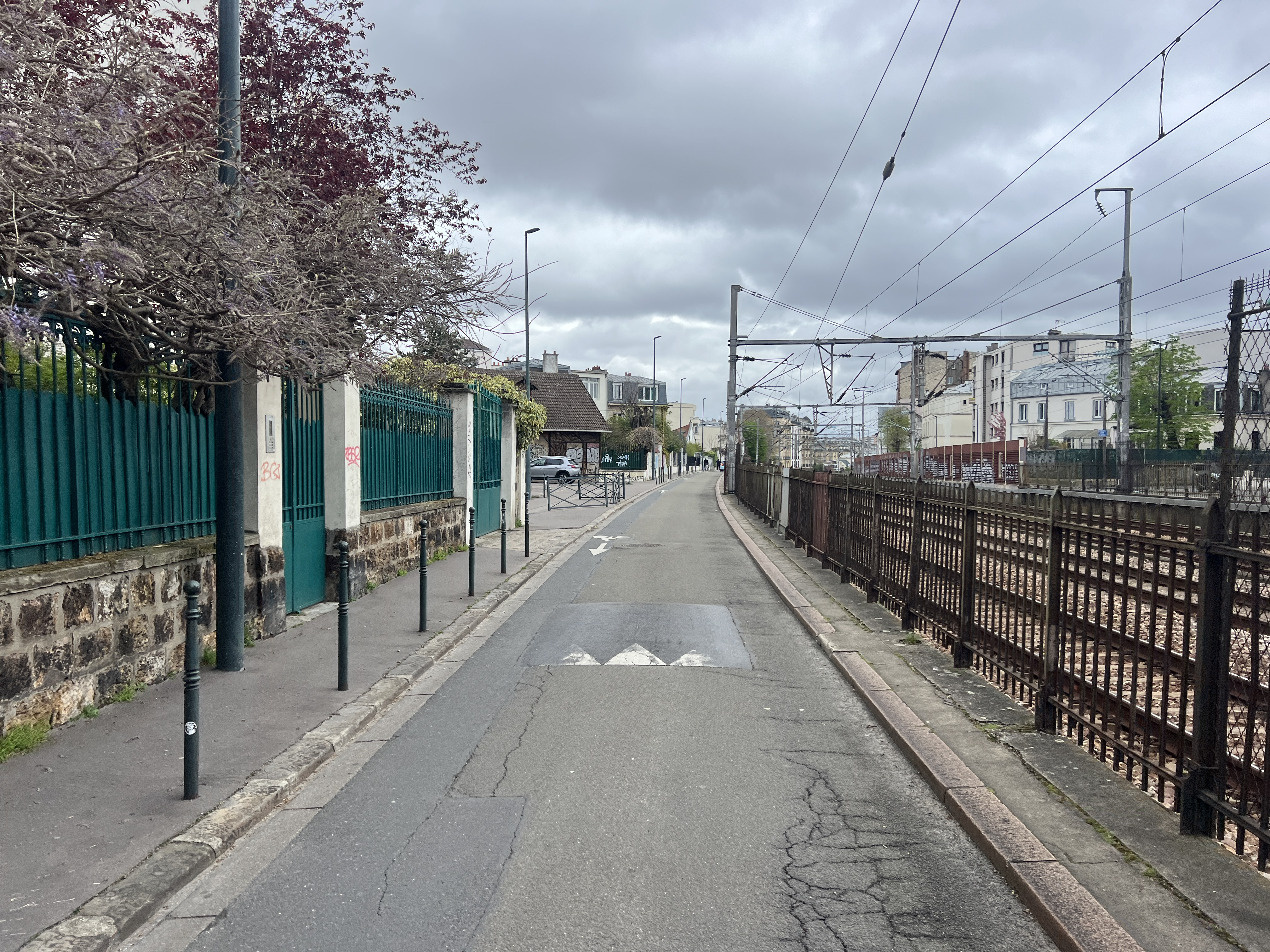
L'avenue de la Lauzière en 2024.

Cette avenue part du croisement de la rue Roger-Campestre et de la rue Pilaudo. Elle longe tout d'abord le pont des Couronnes jusqu'à la rue Madiraa, puis bifurque vers la gauche en longeant la ligne de Paris-Saint-Lazare à Saint-Germain-en-Laye, pour s'arrêter à l'intersection de l'avenue Flachat. Elle est immédiatement accessible par la gare de Bécon-les-Bruyères et par la gare d'Asnières-sur-Seine.

## Origine du nom

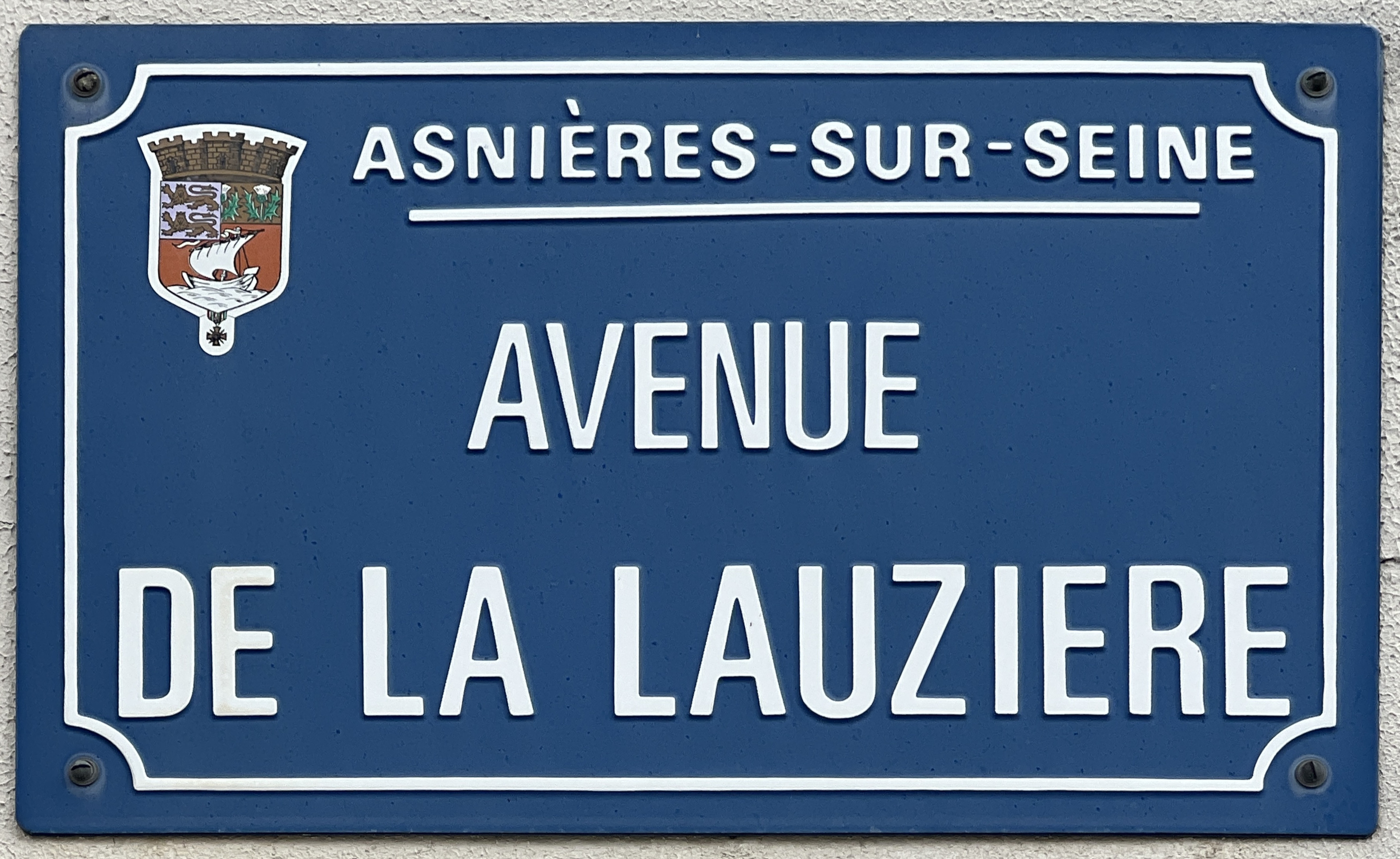
Plaque Avenue de la Lauzière.

L'origine de cet odonyme n'est pas connue. Une lauzière est un dépôt ou une carrière de lauzes, pierres plates pouvant servir de couverture de toits. Ce nom est à rapprocher de celui de la rue de la Sablière, toute proche. Il est toutefois possible qu'on puisse l'attribuer à Achille-Dominique Gautier de Lalauzière (ou de La Lauzière), mort au no 4 de cette avenue en 1875, à l'âge de 79 ans, d'après des documents généalogiques. On note l'existence de la villa de la Lauzière, qui aboutit sur l'avenue.

## Historique

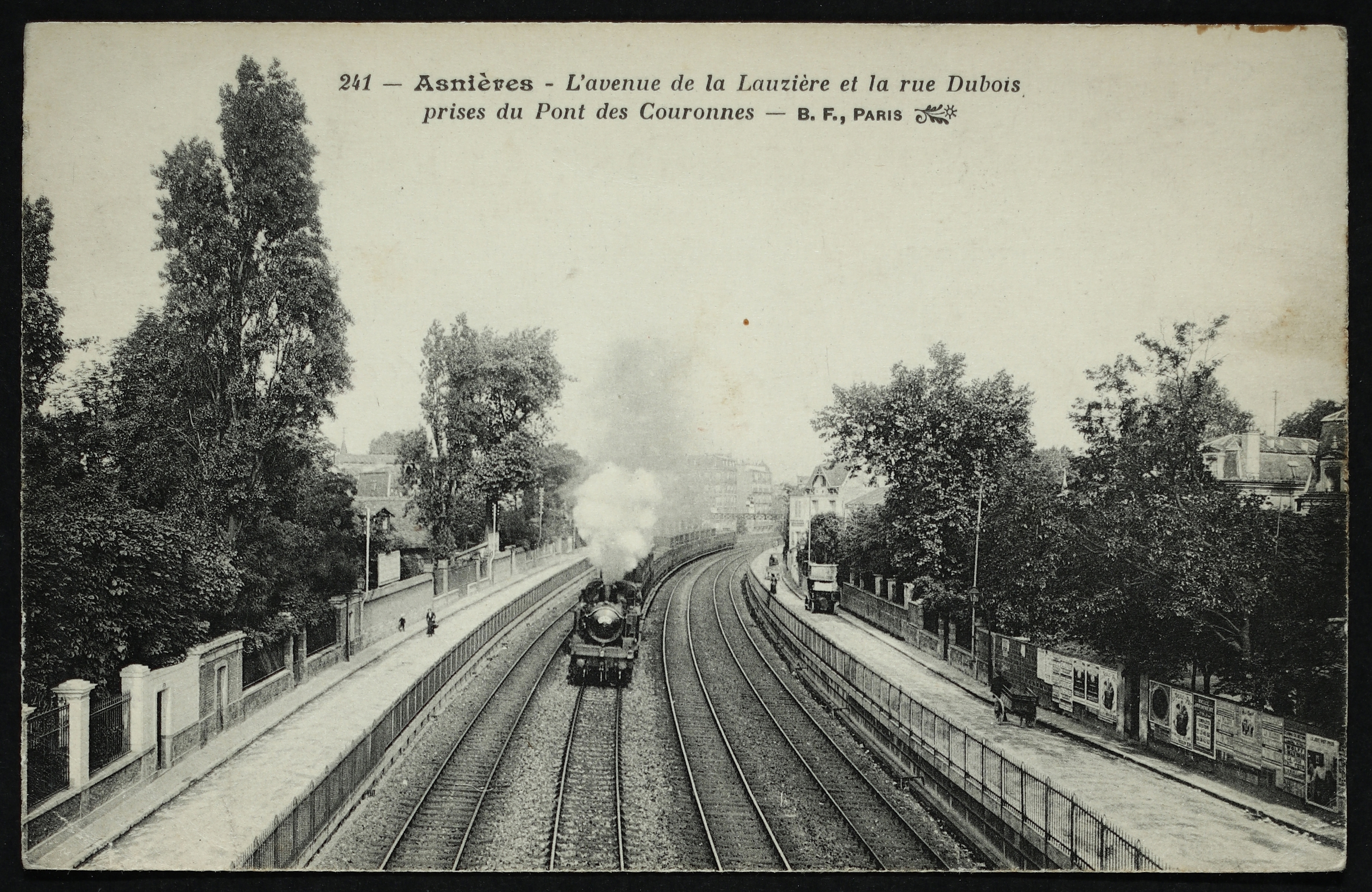
L'avenue de la Lauzière et la rue Dubois prises du pont des Couronnes.

L'existence de cette voie de circulation remonte à l'ouverture de la voie ferrée en 1837. De la même époque date la rue Dubois, qui court parallèlement, de l'autre côté de la voie.

## Bâtiments remarquables et lieux de mémoire
- Chapelle Saint-Charles, construite en 1889[2].
- Pont des Couronnes[3],[4],[5], d'abord édifié en 1868, puis reconstruit après 1909[6].
- Au no 22, une propriété édifiée à la fin du XIXe siècle par l'acteur asnièrois Eugène Silvain[7], afin que sa maîtresse, fragile des poumons,  respirât l'air pur d'Asnières[8]. Il y vécut[9] jusqu'à sa mort avec son épouse, l'actrice  Louise Hartman[10] qui y mourut également[11]. Leur fils Jean, dramaturge[12], y naquit en 1902[13].
- L'acteur Jean Kemm demeura au no 10[14].
- Hector-Gonsalphe Fontaine (1844-1926), maire de la commune, habitait au no 14[15],[16].
- Le peintre Louis Denis-Valvérane vécut au no 6, impasse La Lauzière, qui donne dans l'avenue[17],[18].
- Le peintre Émile Bernard et sa famille y vécurent[19] vers 1887[20]. Il y reçut notamment la visite de Paul Signac[21].
- En 1904, le parfumeur Ernest Daltroff et son frère Raoul, fondateurs des parfums Caron, y installèrent un atelier[22] au no 12[23], dans l'ancienne parfumerie Emilia[24],[25].
- Gymnase des Bruyères, au no 30[26].